# Caius Velleius Gallus
 (avril 2024).
La mise en forme du texte ne suit pas les recommandations de Wikipédia : il faut le « wikifier ».
Les points d'amélioration suivants sont les cas les plus fréquents. Le détail des points à revoir est peut-être précisé sur la page de discussion.
- Les titres sont pré-formatés par le logiciel. Ils ne sont ni en capitales, ni en gras.
- Le texte ne doit pas être écrit en capitales (les noms de famille non plus), ni en gras, ni en italique, ni en « petit »…
- Le gras n'est utilisé que pour surligner le titre de l'article dans l'introduction, une seule fois.
- L'italique est rarement utilisé : mots en langue étrangère, titres d'œuvres, noms de bateaux, etc.
- Les citations ne sont pas en italique mais en corps de texte normal. Elles sont entourées par des guillemets français : « et ».
- Les listes à puces sont à éviter, des paragraphes rédigés étant largement préférés. Les tableaux sont à réserver à la présentation de données structurées (résultats, etc.).
- Les appels de note de bas de page (petits chiffres en exposant, introduits par l'outil «  Source ») sont à placer entre la fin de phrase et le point final[comme ça].
- Les liens internes (vers d'autres articles de Wikipédia) sont à choisir avec parcimonie. Créez des liens vers des articles approfondissant le sujet. Les termes génériques sans rapport avec le sujet sont à éviter, ainsi que les répétitions de liens vers un même terme.
- Les liens externes sont à placer uniquement dans une section « Liens externes », à la fin de l'article. Ces liens sont à choisir avec parcimonie suivant les règles définies. Si un lien sert de source à l'article, son insertion dans le texte est à faire par les notes de bas de page.
- La présentation des références doit suivre les conventions bibliographiques. Il est recommandé d'utiliser les modèles {{Ouvrage}}, {{Chapitre}}, {{Article}}, {{Lien web}} et/ou {{Bibliographie}}. Le mode d'édition visuel peut mettre en forme automatiquement les références.
- Insérer une infobox (cadre d'informations à droite) n'est pas obligatoire pour parachever la mise en page.

Pour une aide détaillée, merci de consulter Aide:Wikification.
Si vous pensez que ces points ont été résolus, vous pouvez retirer ce bandeau et améliorer la mise en forme d'un autre article.
Caius Velleius Gallus, né en 124 av. J.-C. et mort en 55 av. J.-C., était un épicurien et un sénateur au Ier siècle av. J.-C. à Rome. Les seules sources disponibles à propos de cet auteur sont indirectes, elles nous viennent de Cicéron, qui était l'un de ses maîtres et de ses amis. La plupart des références faites à cet auteur se trouvent dans De natura Deorum.

## Biographie
Son nom complet nous parvient d'un extrait de la biographie de Lucrèce Borgia qui évoque plusieurs auteurs antiques, dont Pollius Parthenopeus. Quant à sa date de naissance et de mort, nous savons approximativement qu'il est né en - 124 av. J.C. car il était un contemporain de Caius Cotta, un autre épicurien de son temps .Sa mort est déduite grâce au traité De natura Deorum car Cicéron, au moment de l'écriture, "s'abstient de faire rentrer"  des personnalités encore vivante au moment où il écrit.  
D'après Cicéron, il était chef d'école, érudit enthousiaste et sarcastique. Il a participé à l'endoctrinement de Trebatius et ses plaidoyers étaient remplis de sentences épicuriennes.  

### Philosophie
A l'instar de ses contemporains comme Philodème, il s'inscrit dans l'épicurisme romain du Ier siècle av. J.-C.. Cicéron fait la prosopopée de Velléius et affirme certains points de la doctrine épicurienne : il explique comment nous devons changer notre manière de percevoir les dieux et que la nature n'a pas besoin d'eux pour exister. Ces points de doctrine s'opposent aux stoïcisme. Certains émettent l'hypothèse qu'il était le maître de Trebatius vers 65 av. J.-C. Cependant, certains affirment que nous ne savons pas réellement si Velléius était un épicurien. 

### Politique
Dans le Natura Deorum, il est nommé juste après Crassus, ce qui montre l'importance qu'a Velléius en politique. Selon une source peu fiable, il aurait été tribun de la plèbe entre 93 et 92 av. J.-C., puis est qualifié de sénateur entre 77 à 75 av. J.-C. comme l'indique son cognomen dont nous pouvons retrouver la mention dans Vita borgiana, une biographie publiée par Lucrèce Borgia.